# Buckeye, Iowa
Buckeye är en ort i Hardin County i Iowa. Vid 2010 års folkräkning hade Buckeye 108 invånare.